# Nancy Edberg

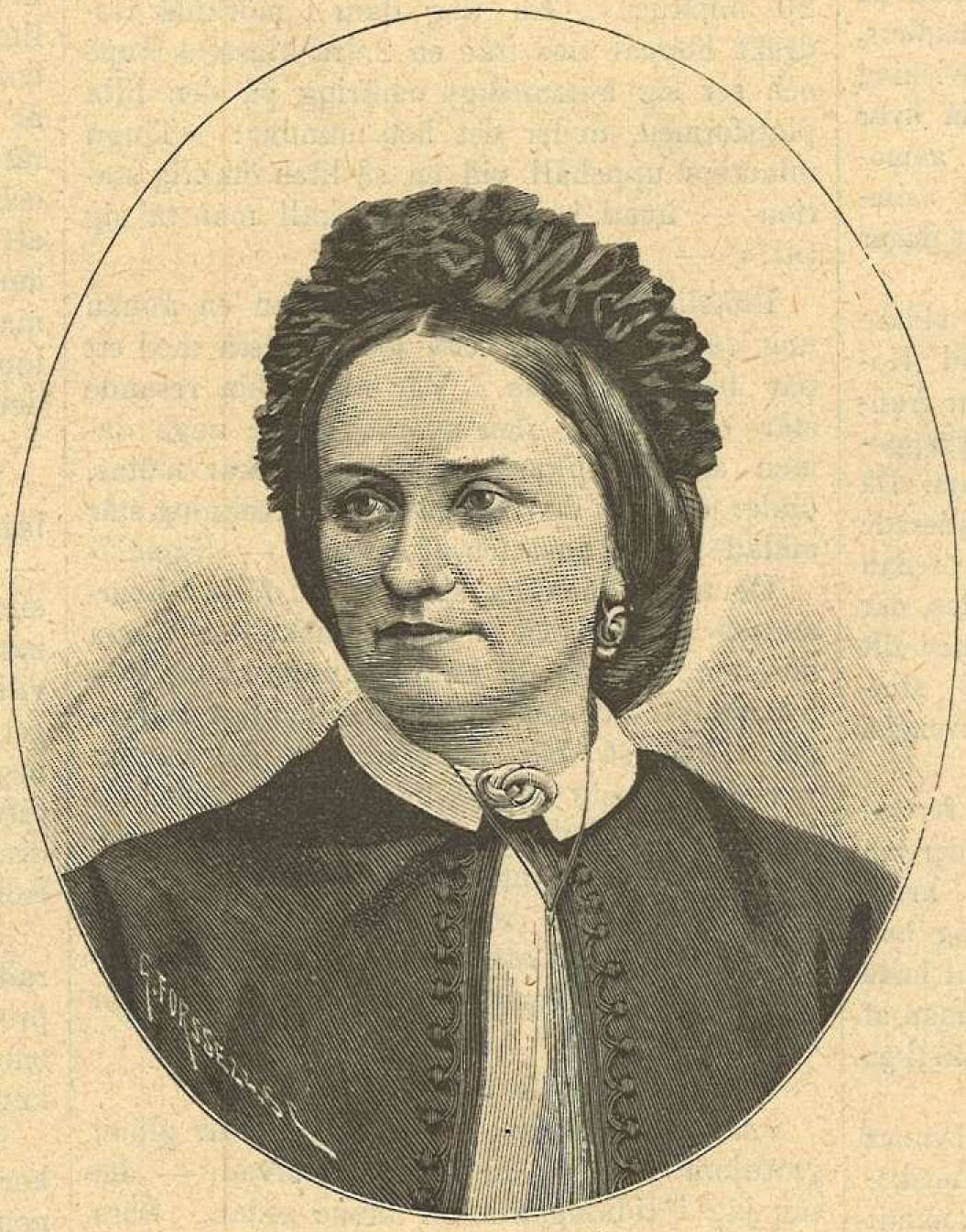
Nancy Edberg

Nancy Fredrika Augusta Edberg (12 de noviembre de 1832 - 11 de diciembre de 1892) fue una nadadora sueca, instructora de natación y directora de una casa de baños. Fue la primera mujer sueca en estos campos y pionera en que la natación y el patinaje sobre hielo fueran aceptados como propios para mujeres en Suecia.

## Biografía
Nancy nació el 12 de noviembre de 1832 en Ytterjärna, Suecia. Su padre le enseñó a nadar y más tarde trabajó como instructora de natación en una casa de baño para mujeres de nueva creación en Estocolmo en 1847. Esta fue la primera casa de baño abierta a las mujeres en la nación, primero se ubicaron en Riddarhuset y posteriormente se trasladaron a Kastellholmen el año siguiente. En 1851, fue nombrada maestra de natación en Åbomska simskolan, y desde 1853, ocupó su propia clase de natación en Djurgården. 
En 1856, el rey Óscar I de Suecia le dio la licencia para abrir su propia casa de baños, y de 1856 a 1858 celebró exhibiciones públicas de natación con sus alumnas en Gjörckes simskola, para financiar la apertura de su propia casa de baño, probablemente las primeras exhibiciones públicas de natación de mujeres en Suecia y, posiblemente, también de Europa. Finalmente abrió su propia casa de baños en julio de 1859 y se desempeñó como maestra de natación hasta 1866.
De 1862 a 1864, se encontraba entre sus alumnos la reina Luisa de los Países Bajos, inicialmente la natación no era considerada totalmente adecuada para mujeres, pero cuando la reina y su hija, la princesa Luisa de Suecia, la apoyaron con su asistencia a clases, la natación rápidamente se puso de moda y fue aceptable para las mujeres. Lo mismo ocurrió cuando Nancy Edberg inició con la enseñanza del patinaje sobre hielo para mujeres en 1864, lo que en un principio se consideró tan inadecuado que se colocó una cerca alrededor del lugar donde se impartían las lecciones para ocultar a las mujeres de la vista pública, pero cuando la reina y su hija se unieron a la clase, el patinaje sobre hielo rápidamente se puso de moda y se convirtió en aceptable para mujeres y la valla fue derribada. Otros personajes destacados entre sus estudiantes de natación fueron la princesa de Gales, Alejandra de Dinamarca, y la emperatriz de Rusia, María Fiódorovna (Dagmar de Dinamarca).
En la exhibición de natación en Gjörckes simskola en Estocolmo el 24 de agosto de 1864, «Mamsell Nancy Edberg mostró su habilidad en el arte de nadar». En 1865, presentó la natación para mujeres en Oslo, Noruega, y luego viajó a San Petersburgo en Rusia con una beca y la recomendación de la pareja imperial de Rusia. Edberg introdujo la natación para mujeres en Copenhague, Trondheim y una multitud de ciudades suecas de «Ystad a Östersund». Se casó con el litógrafo danés Carl Andresen en 1867. Se publicó la biografía de Nancy Edberg en la portada de la publicación feminista Idun en 1890, como un homenaje a su trabajo pionero.